# Casa del capellà de l'Hospital
La Casa del capellà de l'Hospital és una obra de Vilanova i la Geltrú (Garraf) protegida com a Bé Cultural d'Interès Local.

## Descripció
Es tracta d'un habitatge unifamiliar entre mitgeres amb pati posterior.
L'immoble és de planta rectangular compost de planta baixa, un pis i golfes sota coberta a dues vessants. Consta de tres crugies perpendiculars a façana amb l'escala central. Presenta un petit cos adossat a l'església amb una petita galeria d'arcades.
Les parets de càrrega són de paredat comú i totxo. Els forjats són de bigues de fusta i revoltó ceràmic.
La façana principal es compon segons tres eixos verticals que es corresponen a les tres crugies. La planta baixa té un portal central amb una finestra d'ampit arrodonit a cada costat. Al primer pis trobem tres balcons amb llosa de pedra. Totes aquestes obertures tenen llinda. Les golfes presenten tres petites obertures rectangulars.